# Língua tlahuitoltepec mixe
Tlahuitoltepec Mixe, também chamado  Mixe Terras Altas do Sul  (Wichmann -1995) é uma língua Mixeana falada em Oaxaca, México.
Mixe Terras Altas do Sul consiste em um dialeto central, falado nas cidades de Tlahuitoltepec, San Pedro y San Pablo Ayutla e Tamazulapan.

## Dialetos
Há dialetos divergentes em Tepuxtepec, Tepantlali , e Mixistlán.. Há outro dialeto Ayulta (Tukyo'm Ayuujk).

## Classificação
Tlahuitoltepec Mixe é um membro do ramo Mixe da família linguística Mixe-Zoque.

## Falantes
É falado por cerca de 16.800 pessoas no Estado de Oaxaca, no sul do México, em particular nas cidades de Santa María Tlahuitoltepec, San Pedro y San Pablo Ayutla Tamazulapam del Espíritu Santo, Santo Domingo Tepuxtepec, Santa María Tepantlali e Mixistlán de la Reforma em região de Sierra Norte, no nordeste de Oaxaca.

## Dialetos
Ayulta (Tukyo'm Ayuujk)

## Escrita
Tlahuitoltepec Mixe é escrito com o alfabeto latino, e uma tradução do Novo Testamento foi publicada em 1988. Há uma estação de rádio em Santa María Tlahuitoltepec que transmite em Tlahuitoltepec Mixe. O idioma é ensinado em algumas escolas.
A forma do alfabeto latino usada pela língua é bem limitada e não apresenta as letra B, C, D, F, G, H, Q, V, Z. Usam-se as formas vogais Ä e Ë. As vogais ligas são representadas duplas.

## Fonologia
Esta fonologia é do dialeto Ayulta. A linguagem não possui sons líquidos; por exemplo, não há sons de /l/ ou /r/ usados em suas palavras. No entanto, tanto /l/ quanto /r/ podem ser usados em palavras de empréstimo em espanhol.

### Consoantes
|           | Bilabial | Alveolar | Retroflexa | Palatal | Velar | Glotal |
| --------- | -------- | -------- | ---------- | ------- | ----- | ------ |
| Plosiva   | p        | t        |            |         | k     | ʔ      |
| Africada  |          | t͡s       |            |         |       |        |
| Fricativa |          | s        | ʂ          |         |       | h      |
| Nasal     | m        | n        |            |         |       |        |
| Semivogal |          |          |            | j       | (w)   |        |

Abaixo estão alguns exemplos de consoantes e seus sons.
| /p/              | /t/               |
| ---------------- | ----------------- |
| [puh]\|'lavar'   | [tu]\|‘cesta’     |
| [pɤːp̬]\|‘branco’ | [pɤːt̬]\|‘cortar!’ |

| /p/               | /k/                               |
| ----------------- | --------------------------------- |
| [pʌʌk]\|'doce'    | [kʌʌk]\|'mamey' (Pouteria sapota) |
| [kʌpʰ]\|'cunhado' | [kʌkʰ]\|'cesta'                   |

| /p/             | /ʔ/            |
| --------------- | -------------- |
| [pʌːʦ̬]\|'skunk' | [ʔʌːʦ̬]\|‘root’ |
| [pʌkʰ]\|'pombo' | [ʔʌkʰ]\|'pele' |

### Vogais
|              | Anterior | Central | Posterior |
| ------------ | -------- | ------- | --------- |
| Fechada      | i        | ɨ       | u         |
| Meio Fechada | e        |         | ɤ         |
| Meio Aberta  |          |         | ʌ         |
| Aberta       | a        |         |           |

Abaixo estão alguns exemplos de vogais e seus sons. Esses exemplos mostram como a mudança em letras específicas pode alterar o significado da palavra.
| /uma/                  | /e/             |
| ---------------------- | --------------- |
| [kaj]\|'comer'         | [kej]\|'coelho' |
| [tampʰ]\|'ele derrama' | [tempʰ]\|'rola' |

| /uma/          | /eu/           |
| -------------- | -------------- |
| [taː]\|'então' | [tiː]\|'o que' |

| /uma/                         | /ɤ/                                 |
| ----------------------------- | ----------------------------------- |
| [θkaʂnʰ]\|'ele tinha contado' | [θkɤʂnʰ]\|'ele deu um soco'         |
| [θkahtʰ]\|'ele desamarrou'    | [θkɤhtʰ]\|‘ele fez isso (irrealis)’ |

| /uma/                                 | /você/                                |
| ------------------------------------- | ------------------------------------- |
| [θkahtʰ]\|‘ele desamarrou (irrealis)’ | [θkuhtʰ]\|‘ele jogou fora (irrealis)’ |
| [θkamn̥]\|'ele cercou'                 | [θkumn̥]\|'ele o esfaqueou'            |

| /uma/           | /ʌ/               |
| --------------- | ----------------- |
| [maʦ]\|'venha!' | [mʌʦ]\|'agarre!'  |
| [tan]\|'stand!' | [tʌn]\|'atrasado' |

## Gramática
É uma língua polissintética com marcação da raiz com sistema inverso
A descrição a seguir é baseada no idioma falado em Ayutla, que é conhecido como Tukyo'm Ayuujk na própria língua.
Mendez afirma que 3.617 pessoas se comunicavam em Ayutla Mixe em 2005. O número de monolíngues começou a diminuir depois de 1960. As crianças de San Pedro y San Pablo Ayutla não falam fluentemente como seus pais porque as escolas só oferecem instrução em espanhol. Em seu artigo, Romero Mendez afirma que as língua, sincluindo Ayutla, compartilha recursos relacionados aos idiomas línguas maias. De acordo com Romero Mendez, há são apenas um pequeno número de pessoas que ainda usam roupas tradicionais que consistem principalmente de mulheres. 
Em seu artigo, Romero Mendez afirma que "Todas as celebrações católicas são observadas em Ayutla, incluindo Páscoa, o Dia dos Mortos e Natal. é a luta pelo acesso adequado à água. Em Agua Para Ayutla Ya, Ordena Juez, Pedro Matias afirma que o governador de Oaxaca, Alejandro Murat Hinojosa, não restabeleceu a tubulação de água que daria acesso à água apesar de ter sido ordenado por um juiz federal. A comunidade Ayutla Mixe é a origem de Yásnaya Elena Aguilar Gil, bem conhecida linguista. In The Map and the Territory, Yásnaya mentions that  people from the Ayutla Mixe community who migrate to the United States believe that the spirit of their community is being recreated in places that are away from their home.

### Plural
Na morfologia nominal plural, um substantivo não precisa assumir a forma plural e, se isso acontecer, precisa haver um humano ao qual uma frase se refere. O sufixo plural é -tëjk em Ayutla Mixe.

## Morfologia possessiva
Em Ayutla Mixe se expressa a morfologia possessiva adicionando os seguintes prefixos:  1ª pessoa singular, m - 2ª pessoa singular, y- 3ª pessoa singular.
Romero - Mendez lista os seguintes exemplos:
1. n-uk 'meu cachorro'
2. m-uk 'seu cachorro'
3. y-uk 'seu cachorro'

Não há artigos na linguagem Ayutla para definir definido ou indefinido.

## Adjetivos
Adjetivos modificam um substantivo. O adjetivo pode estar após o substantivo, em predição distinta ou sintagma não encontrado dentro do substantivo.
Romero - Mendez lista o adjetivo entre o substantivo e o demonstrativo conforme abaixo:
top= Tu'uk mëjnaxy kipy kyäjpn. |tu'uk mëj-näx+y kipy y-käp-n |um bastão grande+INTENS 3S-be.stick-PERF; DEP b|‘Havia um bastão grande.’

## Número no sintagma nominal
Na dissertação de Rodrigo Romero - Mendez, A Reference Grammar of Ayutla Mixe (Tukyo'm Ayuujk), afirma: "O NP jä'äy 'pessoa' em (42) pode ser interpretado como tendo um referente singular ou plural."

top= Japëk jä'äy tsyäkäixy. |jajp = ëk jä'äy y-tsäkäj-ex-y |DEIC.D = HEARSAY pessoa 3S-bull-see-DEP |'Uma pessoa/pessoas estava/estava cuidando de gado'. 
Os números redondos ou números ordinais pelo autor, Rodrigo Romero, são cardinais ou numerais ordinais.
top= Nëtëkëëk y'ejty. |në-tëkëëk y-et-y |ANIM-três 3S-exist-DEP |'Havia três (meninas).'

top= Te'n yä'ät mëtu'uk... yak'ixy. |te'n yä'ät më-tu'uk y-ak-ex-y |V.DEM DEM.P ORD-um 3S-CAUS-ver-DEP |'E é assim que vemos a 1ª.'

## Posse em sentenças nominais
Para mostrar posse em uma frase nominal, um prefixo possessivo precisa ser colocado no substantivo que está possuindo e quem está fazendo a posse precisa estar antes do nome principal.
O autor, Romero - Mendez, dá um exemplo de posse em uma frase nominal abaixo:
Prefixo que mostra posse: yë'ë

top= Yë’ jä’äy tyistyëjk. |yë’ë jä’äy y-tixytyëjk |DEM.M pessoa 3POSS-mulher |‘Esposa dessa pessoa.’ (IreL-64)
O autor, Romero - Mendez, dá um exemplo de um substantivo principal apenas posse abaixo:
top= Jëts, jajp ijty mteexy mtäsu'nk xmëtätta? |Jëts jajp ijty m-teexy m-täs-u'nk xmëët-ät-t=a |and DEIC.D IMPF 2POSS-prato 2 POSS-cup-DIM 2A-ASSOC-VRBLZ-PL;DEP = P|

## Morfologia Verbal
Quando a morfologia flexional é removida, fica com o radical verbal. O modelo verbal = radical do verbo - depois o prefixo da pessoa - depois o sufixo do modo de aspecto.
Todos os slots verbais possíveis em Ayutla Mixe:
| Marcadores Pessoa | Não nominal "Incorporação" | Movimento com propósito | Reflexivo direcional e locativo | Reflexivo | Causativo | Aplicativo | Beneficativo | Slot de incorporação | Parte | Raiz Verbal (modoa) | Raiz verbal principal (semântica) | Raízes | Desiderativo | INV-PERFPL-AM |

## Ordem das palavras
A ordem do sujeito em relação ao objeto ou ao verbo, não implica em relações gramaticais, o que torna Mixe uma língua com ordem de palavras de componentes bastante flexível.
É normal encontrar semelhanças entre a ordem do objeto em relação ao verbo e a ordem de outros pares de elementos de uma perspectiva tipológica, como a ordenação de um sintagma nominal e a adposição ou a ordenação de um verbo e um advérbio de uma maneira.
Ayutla Mixe apresenta características que podem se conectar com ambos modos VO e OV. De fato, apesar de ser problemático fazer generalizações sobre qual dos dois resultados concebíveis no caso mais fundamental – e na realidade parece ser mais justo afirmar que Ayutla Mixe tem ambos os tipos de características, vale a pena exibir o principalmente crítico dessas características, pois fornecem dados valiosos sobre a solicitação de elementos em comum dentro do dialeto.
Vale a pena notar que as ilustrações para decidir o arranjo das palavras devem ser tiradas do conteúdo, não da eliciação, pois a disposição das palavras pode ser afetada pelo dialeto de contato (que era o espanhol) na eliciação fonética.
Ayutla Mixe não apresenta uma clara inclinação de solicitar que os componentes tenham uma ordem auônoma. O S (sujeito) pode aparecer antes ou depois do verbo.
Vê-se acima que Mixe não possui uma ordem de palavraa preferida organizada nas cláusulas livres. Em orações subordinadas marcadas, ordens de palavras OV são mais comuns do que VO. Parece que o arranjo do O em relação ao V tem algumas relações com o arranjo de outros conjuntos de componentes. O percebido nas características de arranjo de palavras que se conectam bidirecionalmente com o arranjo de verbo e predicado e características de arranjo de palavras que se relacionam unidirecionalmente.
Generalizações da ordem das palavras
- Advérbio e verbo de modo
- Possuidor
- Frase nominal e adposição
- Padrão de comparação, marca de comparação e adjetivos
- Frases verbais e adposicionais
- Frases nominais verbais e não-argumentais

Ayutla Mixe apresenta, assim, características VO e OV.

## Pronomes pessoais
Os 1º e 2º pronomes individuais aparecem como uma qualificação entre formas livres e pós-acentuadas. Ambos os tipos reconhecem entre solitário e plural e alguns dos pronomes pós-estressados também reconhecem 2 formas de caso. Os pronomes livres são utilizados fundamentalmente quando o pronome é apresentado para foco. Os pronomes livres são: 
|       | singular | plural |
| ----- | -------- | ------ |
| 1ª EX | shuhú    | ndɨhɨ  |
| 1ª IN | --       | shohō  |
| 2ª    | shōhon   | ndōho  |

As formas plurais não inclusivas mostram ser uma combinação de ndɨhɨ 'todos' com as formas solitárias comparativas.
Os pronomes pós-estressados têm formas de caso particionadas para Sujeito e pergunta em 1º e 2º pessoas particulares e abrangentes, mas não em 1º pessoa selecionada e 2º pessoal plural. Os pronomes pós-tônicos são:
|          | Sujeito | Sujeito  | Objeto | Objeto |
| singular | plural  | singular | plural |        |
| -------- | ------- | -------- | ------ | ------ |
| 1ª EX    | ú       | ndɨ      | kó     | ndɨ    |
| 1ª IN    | --      | ō        | --     | kō     |
| 2ª       | -n      | ndo      | o      | ndo    |

Ayutla Mixe tem pronomes individuais como se fosse para 1º e 2º indivíduo, mas não para 3º, demonstrativos são utilizados para 3º individual.
|                     | Singular       | Plural         |
| ------------------- | -------------- | -------------- |
| 1ª pessoa exclusiva | ëjts           | ëëts(t)        |
| 1ª pessoa inclusia  |                | atäm           |
| 2ª pessoa           | mëjts          | meets(t)       |
| 3ª pessoa           | demonstrativos | demonstrativos |

O conjunto de pronomes individuais exibidos pode ser utilizado para qualquer conexão linguística sem nenhuma marcação extra. Em outras palavras, os pronomes individuais não são verificados para caso.

## Advérbios
Os advérbios são locativos, temporais, intensificadores gerais ou interrogativos. Os qualificadores locativos incluem todas as palavras locacionais que não são coisas ou palavras relacionais; eles acontecem basicamente como auxiliares locativos e componentes marginais locativos.
Os qualificadores locativos são basicamente de 2 tipos: demonstrativos modificadores de verbos e expressões locativas com morfemas de porção. Há, em todo caso, alguns que não se enquadram em nenhuma dessas categorias que mostram proximidade ou afastamento.
As formas pós-estressadas um 'aqui' e kān 'lá' são regularmente utilizadas para terminar expressões de coisas intensificadoras de palavras e expressões de modificadores verbais essenciais. Os qualificadores transitórios são básicos ou complexos; eles incluem todas as palavras transitórias e figuras de linguagem que não são coisas. Eles acontecem como componentes de franja de tempo.
Os advérbios temporais são usados para demonstrar ou organizar a solicitação de ocasiões em relação ao tempo do assunto.
Em geral, eles tendem a aparecer no início da frase (a) ou no final (b), mas alguns deles também aparecem após a partícula negativa ka't.
As palavras do calendário podem ser distinguidas porque podem receber o sufixo -ëp.
As palavras que levam o sufixo -ëp são:
1. xëë xëëp ‘dias atrás’
2. semään semäänëp ‘weeks ago’ (empréstimo espanhol.)
3. po'o xo'op 'meses atrás'
4. mes mesëp 'month ago' (empréstimo em espanhol.)
5. jëmëjt jëmëjtëp anos atrás'

Os advérbios gerais incluem todos os tipos de palavras que não são verbos estativos. Eles são simples ou complexos.

## Tipos de frases
Numa abordagem autônoma imparcial, o predicado não verbal aparece em justaposição com o sujeito, sem nenhuma cópula óbvia. Na maioria das vezes, o predicado não verbal aparece na posição introdutória e o sujeito aparece depois.
Na predicação não verbal existe uma forma que será chamada de conjugação dependente em analogia com a dependência flexional na predicação não verbal. usando os prefixos de pessoa para verbos intransitivos no adjetivo (nomeadamente n- para a primeira pessoa, m- para a segunda pessoa e y- para a terceira pessoa) e alterando a ordem das palavras. Nas frases negativas, o negativo normalmente aparece na posição inicial, seguido do sujeito e, finalmente, o predicado adjetival, marcado com um prefixo de pessoa.
Um grande contraste entre a predicação verbal e não-verbal é que, na última mencionada, a dependência está marcada, por assim dizer, na proximidade de uma molécula negativa e em nenhum outro cenário.
As coisas também são utilizadas como predicados não-verbais. Como aparece para palavras descritivas, o predicado principal aparece mais frequentemente na posição inicial, e aparece em justaposição com o sujeito.

## Ligação
- ELAR archive of Ayutla Mixe language documentation materials
- Tlahuitoltepec Mixe em Ethnologue
- Tlahuitoltepec Mixe em Bicap.edu
- Tlahuitoltepec Mixe em Omniglot.com